# Janet Perry
Janet Perry (Minneapolis (Minnesota), 27 de desembre, 1947), és una soprano d'òpera nord-americana. El 1959, als 11 anys, es va veure en una versió escènica de El mag d'Oz a l'òpera cívica de St Paul. Després de batxillerat, es va matricular al Curtis Institute of Music, sota la tutela d'Eufemia Giannini-Gregory.

## Biografia
Després d'haver obtingut la seva llicenciatura en música, va marxar a Europa on va debutar a l'Òpera de Linz com a Zerlina a Don Giovanni el 1969. En temporades posteriors, Perry va aparèixer a la majoria dels teatres d'òpera més importants del continent (inclosa La Scala, 1978), com a així com la majoria dels seus famosos festivals, inclosos els de Salzburg, Glyndebourne, d'Ais de Provença i Bregenz.
Una de les preferides d'Herbert von Karajan, també va cantar amb Carlos Kleiber, Karl Böhm, Riccardo Muti, Daniel Barenboim, Nikolaus Harnoncourt, Mstislav Rostropovich, Rafael Kubelík, James Levine i Wolfgang Sawallisch, així com els directors d'escena Jean-Pierre Ponnelle i Giorgio Strehler.[2]

## Discografia abreujada
- Smetana: Prodaná nevěsta (La núvia venuda) [com Esmeralda] {en alemany} (Stratas, Kollo; Krombholc, 1975) "Eurodisc"
- Verdi: Falstaff [com Nannetta] (Kabaivanska, Ludwig, Araiza, Taddei; Karajan, 1980) Philips
- Mozart: Die Zauberflöte [com Papagena] (Mathis, Ott, Araiza, van Dam; Karajan, 1980) Deutsche Grammophon
- Mozart: Thamos, König in Ägypten (Harnoncourt, 1980) Teldec
- Mozart: Gran missa en do menor (Hendricks, Schreier, Luxon; Karajan, 1982) Deutsche Grammophon
- R. Strauss: Der Rosenkavalier [as Sophie] (Tomowa-Sintow, Baltsa, Moll; Karajan, 1982) Deutsche Grammophon
- Beethoven: Simfonia núm. 9 (Baltsa, Cole, van Dam; Karajan, 1983) Deutsche Grammophon
- Bruckner: "Te Deum" (Karajan, 1984) Deutsche Grammophon
- Mercadante: Il bravo (Aprea, 1990) [directe] Nuova Era

## Videografia abreujada
- Mozart: Le nozze di Figaro [com Barbarina] (Freni, Te Kanawa, Ewing, Prey, Fischer-Dieskau; Böhm, Ponnelle, 1976) Deutsche Grammophon
- Monteverdi: Il ritorno d'Ulisse in patria [com Melanto] (Hollweg, Schmidt, Araiza, Estes; Harnoncourt, Ponnelle, 1979) Deutsche Grammophon
- Monteverdi: L'incoronazione di Poppea [com Drusilla] (Yakar, Schmidt, Esswood, Tappy, Araiza, Salminen; Harnoncourt, Ponnelle, 1980) Deutsche Grammophon
- Verdi: Falstaff (Kabaivanska, Ludwig, Araiza, Taddei; Karajan, Karajan, 1982) [directe] Sony
- J. S. Bach: Schweigt stille, plaudert nicht, BWV 211 (Schreier, Holl; Harnoncourt, 1984) [live] Deutsche Grammophon
- R. Strauss: Der Rosenkavalier (Tomowa-Sintow, Baltsa, Moll; Karajan, Karajan, 1984) [live] Sony
- J. Strauss II: Die Fledermaus [com Adele] (Coburn, Faßbaender, Hopferwieser, Eberhard Waechter; Kleiber, Schenk, 1987) [directe] Deutsche Grammophon